# Ivo Flögel
Ivo Flögel (Zagreb, 9. ožujka 1890. – Buenos Aires, 8. lipnja 1971.) bio je hrvatski glazbenik i skladatelj.

## Životopis
Završrio je trgovačku akademiju u Zagrebu. Kod Franje Dugana privatno je učio glasovir, orgulje, violinu i kompoziciju. Kao zastupnik tvrtka Förster, Lauberger & Gloss, Ibach i Pleyel utemeljio je 1926. godine u Zagrebu trgovačku tvrtku „Dvorana glasovira”. Bavio se prodajom glazbala, glazbene tiskovine te iznajmljivanjem pijanina i koncertnih glasovira. Također je izdavao i gramofonske ploče zabavne glazbe.
Bio je član glazbene zadruge „Sklad”. U njihovoj su nakladi objavljene njegove Međimurske popievk (1–2; Zagreb, 1941.–43.). Skladao je komorna djela te popijevke. Nakon sloma NDH-a odlazi u Argentinu gdje je radio u Buenos Airesu kao knjigovođa. Sudjelovao je u glazbenom životu argentinskih Hrvata kao zborovođa, violinist i skladatelj.
Skladbe su mu ponovno snimljene na ploču i kasetu Međimurske popijevke u Zagrebu, 1991. godine. Brat mu je bio Rikard Flögel.

### Članci
- Flögel-Mršić, Mirna. 1998. Flögel, Ivo. Hrvatski biografski leksikon. Zagreb.  journal zahtijeva |journal= (pomoć)